# Grand Prix Formule 1 van België 1983
De Grand Prix Formule 1 van België 1983 werd gehouden op 22 mei op Spa-Francorchamps. Het was de zesde race van het seizoen.

## Uitslag
| Pos. | Nr. | Coureur            | Constructeur      | Rondes | Tijd / Oorzaak uitval | Grid | Punten |
| ---- | --- | ------------------ | ----------------- | ------ | --------------------- | ---- | ------ |
| 1    | 15  | Alain Prost        | Renault           | 40     | 1:27:11.502           | 1    | 9      |
| 2    | 27  | Patrick Tambay     | Ferrari           | 40     | + 23.182              | 2    | 6      |
| 3    | 16  | Eddie Cheever      | Renault           | 40     | + 39.869              | 8    | 4      |
| 4    | 5   | Nelson Piquet      | Brabham-BMW       | 40     | + 42.295              | 4    | 3      |
| 5    | 1   | Keke Rosberg       | Williams-Ford     | 40     | + 50.480              | 9    | 2      |
| 6    | 2   | Jacques Laffite    | Williams-Ford     | 40     | + 1:33.107            | 11   | 1      |
| 7    | 35  | Derek Warwick      | Toleman-Hart      | 40     | + 1:58.539            | 22   |        |
| 8    | 36  | Bruno Giacomelli   | Toleman-Hart      | 40     | + 2:38.273            | 16   |        |
| 9    | 11  | Elio de Angelis    | Lotus-Renault     | 39     | + 1 Ronde             | 13   |        |
| 10   | 34  | Johnny Cecotto     | Theodore-Ford     | 39     | + 1 Ronde             | 25   |        |
| 11   | 29  | Marc Surer         | Arrows-Ford       | 39     | + 1 Ronde             | 10   |        |
| 12   | 4   | Danny Sullivan     | Tyrrell-Ford      | 39     | + 1 Ronde             | 23   |        |
| 13   | 26  | Raul Boesel        | Ligier-Ford       | 39     | + 1 Ronde             | 26   |        |
| 14   | 3   | Michele Alboreto   | Tyrrell-Ford      | 28     | + 2 Rondes            | 17   |        |
| DNF  | 8   | Niki Lauda         | McLaren-Ford      | 33     | Versnellingsbak       | 15   |        |
| DNF  | 12  | Nigel Mansell      | Lotus-Renault     | 30     | Versnellingsbak       | 19   |        |
| DNF  | 22  | Andrea de Cesaris  | Alfa Romeo        | 25     | Injectie              | 3    |        |
| DNF  | 33  | Roberto Guerrero   | Theodore-Ford     | 23     | Motor                 | 14   |        |
| DNF  | 28  | René Arnoux        | Ferrari           | 22     | Motor                 | 5    |        |
| DNF  | 31  | Corrado Fabi       | Osella-Ford       | 19     | Wiel                  | 24   |        |
| DNF  | 9   | Manfred Winkelhock | ATS-BMW           | 18     | Spin                  | 7    |        |
| DNF  | 7   | John Watson        | McLaren-Ford      | 8      | Botsing               | 20   |        |
| DNF  | 25  | Jean-Pierre Jarier | Ligier-Ford       | 8      | Botsing               | 21   |        |
| DNF  | 30  | Thierry Boutsen    | Arrows-Ford       | 4      | Ophanging             | 18   |        |
| DNF  | 23  | Mauro Baldi        | Alfa Romeo        | 3      | Gaspedaal             | 12   |        |
| DNF  | 6   | Riccardo Patrese   | Brabham-BMW       | 0      | Motor                 | 6    |        |
| DNQ  | 32  | Piercarlo Ghinzani | Osella-Alfa Romeo |        |                       |      |        |
| DNQ  | 17  | Eliseo Salazar     | RAM-Ford          |        |                       |      |        |

## Statistieken
| Pole-position | Alain Prost       | Renault    | 2:04.615 |
| Snelste ronde | Andrea de Cesaris | Alfa Romeo | 2:07.493 |

## Noot
- Dit was het debuut van de Belgische coureur Thierry Boutsen (toekomstig Grand Prix-winnaar) .
- Tiende pole position voor Alain Prost.
- Eerste snelste ronde voor Andrea de Cesaris.
- Vijfde podiumplaats voor Patrick Tambay en voor Eddie Cheever.

1925 · 1930 · 1931 · 1933 · 1934 · 1935 · 1937 · 1939 · 1947 · 1949 · 1950 · 1951 · 1952 · 1953 · 1954 · 1955 · 1956 · 1958 · 1960 · 1961 · 1962 · 1963 · 1964 · 1965 · 1966 · 1967 · 1968 · 1970 · 1972 · 1973 · 1974 · 1975 · 1976 · 1977 · 1978 · 1979 · 1980 · 1981 · 1982 · 1983 · 1984 · 1985 · 1986 · 1987 · 1988 · 1989 · 1990 · 1991 · 1992 · 1993 · 1994 · 1995 · 1996 · 1997 · 1998 · 1999 · 2000 · 2001 · 2002 · 2004 · 2005 · 2007 · 2008 · 2009 · 2010 · 2011 · 2012 · 2013 · 2014 · 2015 · 2016 · 2017 · 2018 · 2019 · 2020 · 2021 · 2022 · 2023 · 2024 · 2025 · 2026 · 2027 · 2029 · 2031